# شون كيسي (مصارع محترف)
شون كيسي (بالإنجليزية: Sean Casey)‏ هو مصارع محترف أمريكي، ولد في 1 فبراير 1972 في سينسيناتي في الولايات المتحدة.

## روابط خارجية
- شون كيسي على موقع CageMatch worker (الإنجليزية)
- شون كيسي على موقع عالم المصارعة على الإنترنت (الإنجليزية)
- شون كيسي على موقع عالم المصارعة على الإنترنت (الإنجليزية)